# Gravenhurst, Ontario
Gravenhurst är en ort i Kanada.   Den ligger i provinsen Ontario, i den sydöstra delen av landet, 290 km väster om huvudstaden Ottawa. Antalet invånare är 5 839.
Närmaste större samhälle är Bracebridge, 13,5 km norr om Gravenhurst. 

## Kända personer
- Norman Bethune (1890-1939), kanadensisk läkare och kommunist.